# Zaevius calocore
Zaevius calocore là một loài bướm đêm thuộc phân họ Arctiinae, họ Erebidae.